# Весола (Свентокшиське воєводство)
Весола (пол. Wesoła) — село в Польщі, у гміні Пекошув Келецького повіту Свентокшиського воєводства.
Населення — 347 осіб (2011).
У 1975-1998 роках село належало до Келецького воєводства.

## Демографія
Демографічна структура на день 31 березня 2011 року:
|          | Загалом | Допрацездатний вік | Працездатний вік | Постпрацездатний вік |
| -------- | ------- | ------------------ | ---------------- | -------------------- |
| Чоловіки | 176     | 32                 | 131              | 13                   |
| Жінки    | 171     | 33                 | 103              | 35                   |
| Разом    | 347     | 65                 | 234              | 48                   |